# Хемменс, Хезер
Хезер Хемменс (англ. Heather Hemmens; род. 10 июля 1988 года) — американская актриса и продюсер, получившая известность благодаря роли Элис Вендуры в молодёжной спортивной драме «Адские кошки».

## Биография и личная жизнь
Мать актрисы — коста-риканка, а отец — европеец. Вместе с двумя старшими братьями и старшей сестрой росла в отдалённом доме в лесах Вальдо штата Мэн — дом снабжался электричеством, отапливался дровами, в нём не было водопровода. Училась в старшей школе «Mount View» в Торндайке, штат Мэн, до того как получила стипендию в школе искусств «Walnut Hill» рядом с Бостоном, где училась последние два года. После окончания школы переехала в Лос-Анджелес, чтобы заниматься актёрским мастерством.
У неё чёрный пояс по боевым искусствам, а также актриса меткий стрелок. Её сестра Натали Хемменс — дизайнер дамских сумочек, а брат — джазовый музыкант Джейсон Хемменс. В данный момент живёт в Лос-Анджелесе.

## Карьера
В 2010 году актриса получила роль Элис Вердуры в сериале «Адские кошки» канала The CW — спортивной драме о команде чирлидеров, продюсером которой выступил актёр Том Уэллинг. Также актриса сняла и сыграла главную роль в короткометражных фильмах «Perils of an Active Mind» и «Designated», которые вышли в 2010 году.

## Фильмография
| Год       |     | Русское название                    | Оригинальное название       | Роль                  |
| --------- | --- | ----------------------------------- | --------------------------- | --------------------- |
| 2004      | тф  | Ретро-рок                           | Pop Rocks                   | первая фанатка        |
| 2005      | ф   | Придурки из Хаззарда                | The Dukes Of Hazzard        | первая девушка        |
| 2006      | ф   | Игра по чужим правилам              | Glory Road                  | девушка-латино        |
| 2006      | с   | C.S.I.: Место преступления Нью-Йорк | CSI: NY                     | Пэрис Брукс           |
| 2007      | с   | C.S.I.: Место преступления Майами   | CSI: Miami                  | Стефани Беннетт       |
| 2007      | с   | Без следа                           | Without A Trace             | Фредди                |
| 2008      | ф   | Кондитетрская                       | The Candy Shop              | Янни                  |
| 2009      | ф   | Дорога к алтарю                     | Road To The Altar           | Зет                   |
| 2010      | кор | —                                   | Perils Of An Active Mind    | Ким                   |
| 2010—2011 | с   | Адские кошки                        | Hellcats                    | Элис Вердура          |
| 2011      | в   | Приключения мушкетеров              | 3 Musketeers                | Александра Д’Артаньян |
| 2012      | ф   | Восстание зомби                     | Rise of the Zombies         | Эшли                  |
| 2013      | с   | Имущие и неимущие                   | The Haves and the Have Nots | Дарси                 |
| 2013      | с   | Анатомия страсти                    | Grey’s Anatomy              | Саша                  |
| 2013      | ф   | Соучастие                           | Complicity                  | Кимберли              |
| 2014      | с   | Дневники вампира                    | The Vampire Diaries         | Мэгги Джеймс          |
| 2014      | с   | Безрассудный                        | Reckless                    | Бренда                |
| 2014      | с   | Сегодня ночью с Платанито           | Noches con Platanito        | н/д                   |
| 2014—2019 | с   | Если любить тебя неправильно        | If Loving You Is Wrong      | Марси Холмс           |
| 2018      | с   | Йеллоустоун                         | Yellowstone                 | Мелоди Прескотт       |
| 2019      | тф  | —                                   | Love, Take Two              | Лили Белленджер       |
| 2019—2021 | с   | Розуэлл, Нью-Мексико                | Roswell, New Mexico         | Мария Делюка          |